# Carthasis
Carthasis is een geslacht van wantsen uit de familie van de Nabidae (Sikkelwantsen). Het geslacht werd voor het eerst wetenschappelijk beschreven door Champion in 1900.

## Soorten
Het genus bevat de volgende soorten:

- Carthasis championi (Harris, 1928)
- Carthasis decoratus (Uhler, 1901)
- Carthasis distinctus (Harris, 1925)
- Carthasis gracilis (Harris, 1925)
- Carthasis minor (Reuter, 1908)
- Carthasis rufonotatus (Champion, 1900)